# Odontesthes bonariensis
Athérine d'Argentine
Espèce
Synonymes
- Atherina bonariensis Valenciennes, 1835[1]
- Atherina lichtensteinii Valenciennes, 1835[1]
- Basilichthys bonariensis chascomunensis Lahille, 1929[1]
- Basilichthys bonariensis puntanus Lahille, 1929[1]
- Basilichthys bonariensis (Valenciennes, 1835)[1]
- Basilichthys chascomunensis Lahille, 1929[1]
- Basilichthys puntanus Lahille, 1929[1]
- Menidia bonariensis (Valenciennes, 1835)[1]
- Odonthestes bonariensis (Valenciennes, 1835)[1]

Odontesthes bonariensis, communément appelé Athérine d'Argentine, est une espèce de poissons de la famille des Atherinopsidae, vivant dans les parages du Río de la Plata.

## Systématique
L'espèce Odontesthes bonariensis a été initialement décrite en 1835 par le zoologiste français Achille Valenciennes (1794-1865) sous le protonyme d’Atherina bonariensis.

## Description
Odontesthes bonariensis est le poisson de cette famille ayant la taille la plus grande, allant jusqu'à plus de 70 cm. Il peut dès lors peser plus de 10 kg. Il a deux yeux très grands, et deux petites narines. Sa bouche est protractile ; elle se projette en avant pour atteindre la nourriture ; elle est armée de petites dents, très jolies semble-t-il, car elles sont à l'origine du premier nom de l'espèce qui, en grec, signifie « celui qui a de belles dents ».
La région de la ligne latérale est très visible. Les deux flancs du corps comportent cette structure sensorielle qui court sur une écharpe argentée caractéristique de ce poisson. La couleur argentée brillante de cette bande est due à un pigment appelé guanine.
Comme tous les Atherinopsidae, il a une taille allongée très élégante en forme de flèche (ather signifie « flèche » en grec), ce qui lui permet de fendre l'eau et de nager très rapidement. Sa couleur est blanche argentée sur le ventre et les côtés et carrément argentée sur le dos, d'où ses noms argentins de Pejerrey (« roi des poissons ») et Flecha de plata (ou Flecha plateada) (« flèche d'argent »).

## Habitat
En Argentine et en Uruguay, il vit autour du Río de la Plata et vient passer l'hiver et frayer dans les eaux douces du río Uruguay et du río Paraná. On le retrouve dans les lagunes de la Pampa de Buenos Aires. On l'a introduit un peu partout dans la région et il peuple ainsi des lacs et des rivières, tant en eau douce qu'en eau salée (dans la Mar Chiquita argentine, faite d'eau salée, par exemple).

## Alimentation
Son régime alimentaire est fort variable d'après le milieu dans lequel il se trouve, l'époque de l'année, l'âge, la température ambiante etc. Grand mangeur de plancton, il est avant tout omnivore. Ainsi il n'hésite pas à manger des poissons, et dans certains cas, si la faim le tenaille, il pratique le cannibalisme, dévorant ses propres congénères.

## Reproduction
Elle a lieu au printemps. La femelle pond jusqu'à 40 000 petits œufs à la fois, la fécondation est externe. Les œufs de couleur jaunâtre s'accrochent à des plantes aquatiques et l'éclosion suivra entre 7 et 21 jours après la fécondation. Si l'alimentation des petits est satisfaisante, ils atteignent la taille de 25 centimètres à l'âge d'un an. Bien sûr, peu d'entre eux atteindront l'âge adulte.

## Pêche
En Argentine, sa chair très appréciée est d'un bon rapport commercial. Dans ce pays, il est l'objet d'une pêche intense, tant commerciale que sportive. Les pêcheurs sportifs argentins ont fait un véritable culte de la pêche de ce beau poisson, qui de l'automne à l'hiver habite dans l'estuaire de la Plata, dans l'Uruguay et dans les grands cours d'eau du delta comme le Paraná Guazú, le Paraná Bravo ou le Paraná de las Palmas.
Odontesthes bonariensis a une excellente productivité ; et, étant donné qu'il s'adapte à quantité de milieux, il a été introduit dans de nombreux lacs tant en Argentine qu'au Chili et ailleurs, y compris dans le lac Titicaca au Pérou et en Bolivie, afin d'augmenter la production de protéines nobles.
Pour les lacs et réservoirs situés depuis le Sud-Ouest argentin jusqu'à la région centrale du Chili, les estimations de la FAO sur la production biologique vont de 746 kg/hectare et par an à 300–500 kg/hectare et par an. Ces chiffres sont très élevés.

## Étymologie
Son épithète spécifique, composée de bonari et du suffixe latin -ensis, « qui vit dans, qui habite », lui a été donnée en référence au lieu de sa découverte, Buenos Aires.